# Veikko Heiskanen
Veikko Aleksanteri Heiskanen (* 23. Juli 1895 in Kangaslampi; † 23. Oktober 1971 in Helsinki) war der führende Geodät Skandinaviens zwischen 1940 und 1970; von ihm und Helmut Moritz stammt das bekannteste Lehrbuch der physikalischen Geodäsie namens Physical Geodesy (1967).
Heiskanen begründete mit George Biddell Airy die Theorie der Isostasie und publizierte einige 100 Fachbeiträge, die auch das Gebiet der Geophysik berührten.
Enge Kooperationen zu Wissenschaftern des deutschen Sprachraums bestanden darüber hinaus mit Friedrich Hopfner, Walter Hofmann, Karl Ledersteger und anderen.
1959 wurde er in die American Academy of Arts and Sciences gewählt. Nach ihm ist der Tiefseeberg Heiskanen Knoll in der Antarktis benannt.